# Bifrenaria inodora
Bifrenaria inodora är en orkidéart som beskrevs av John Lindley. Bifrenaria inodora ingår i släktet Bifrenaria och familjen orkidéer. Inga underarter finns listade i Catalogue of Life.

## Bildgalleri

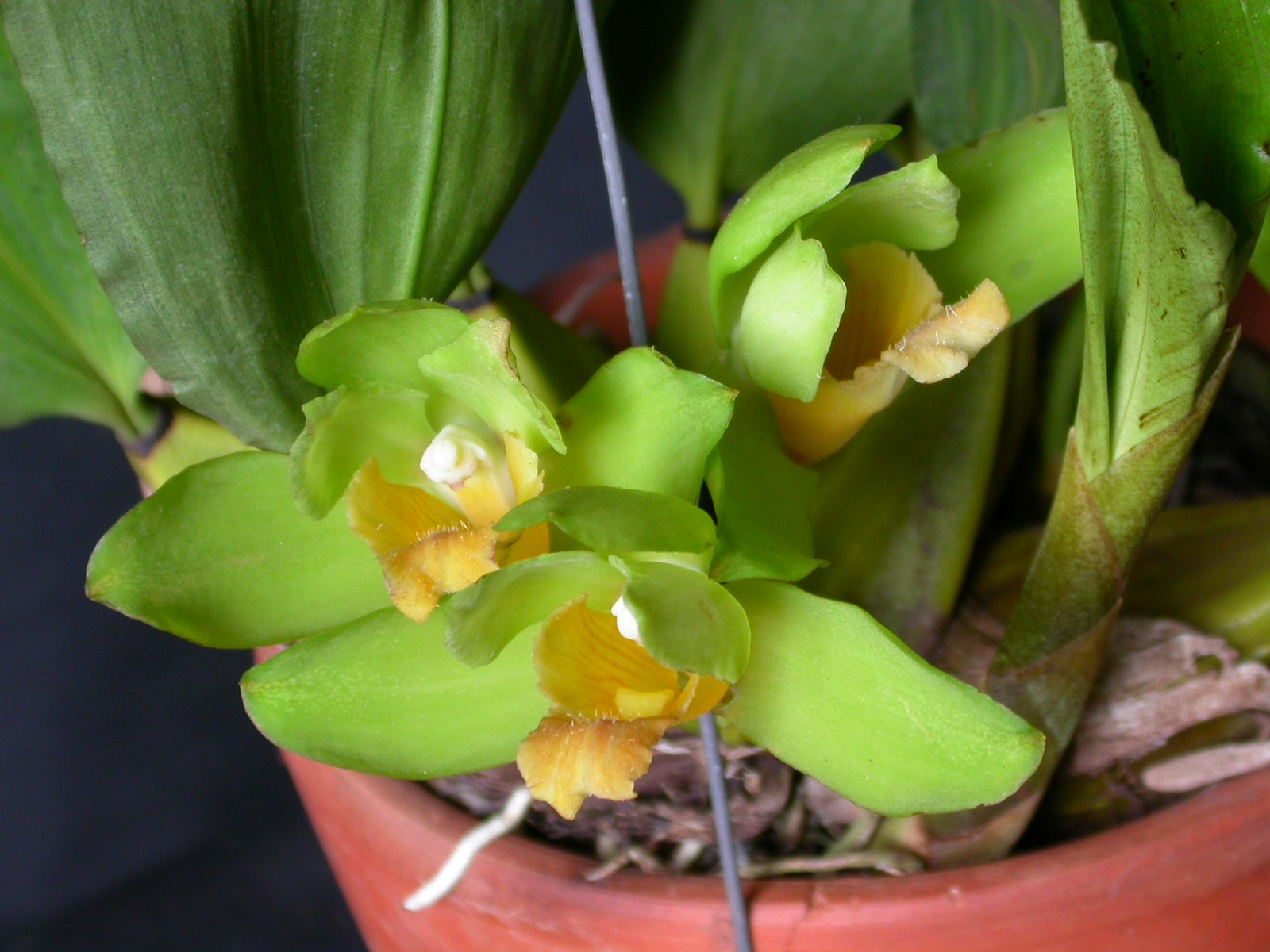
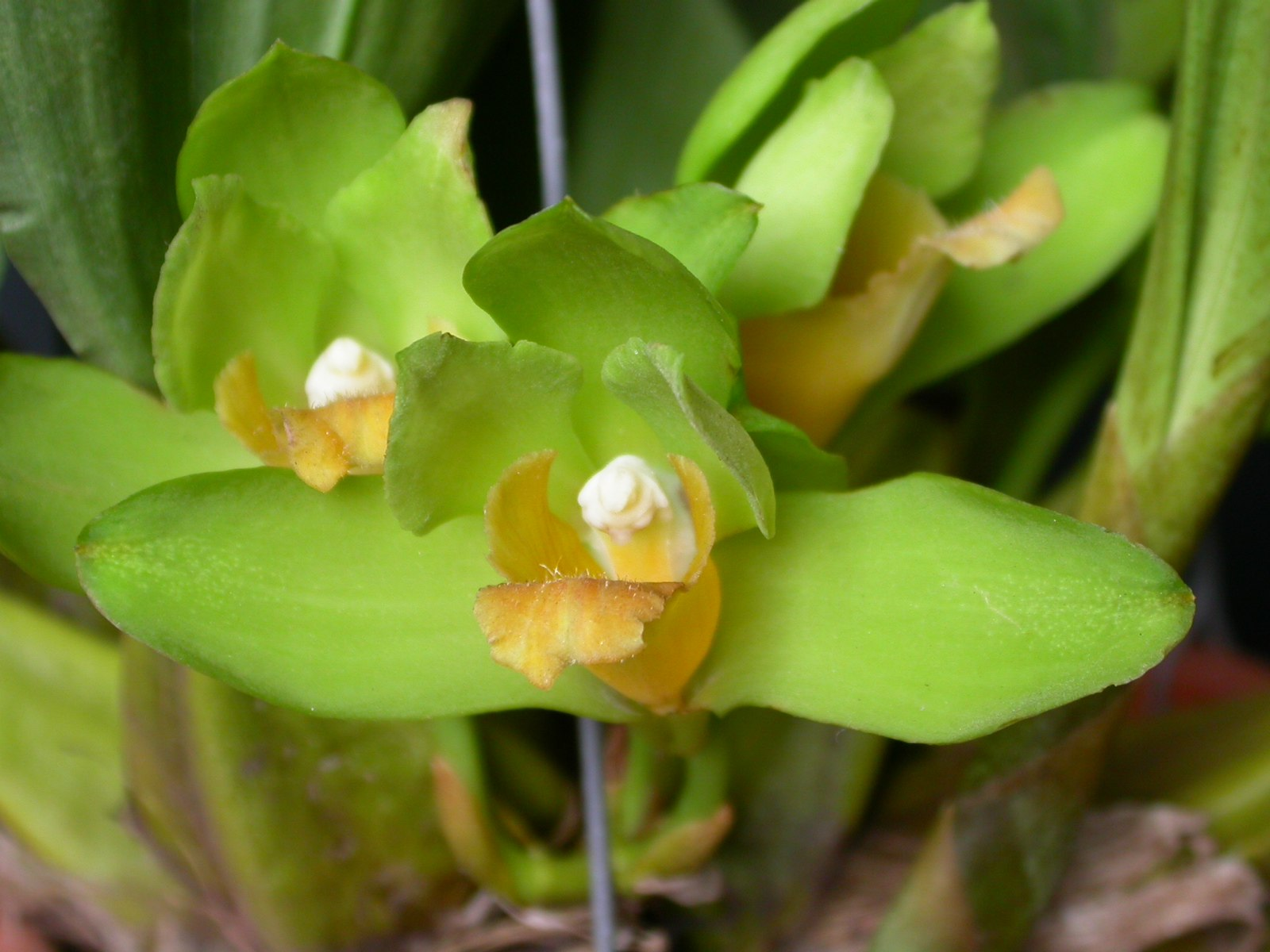
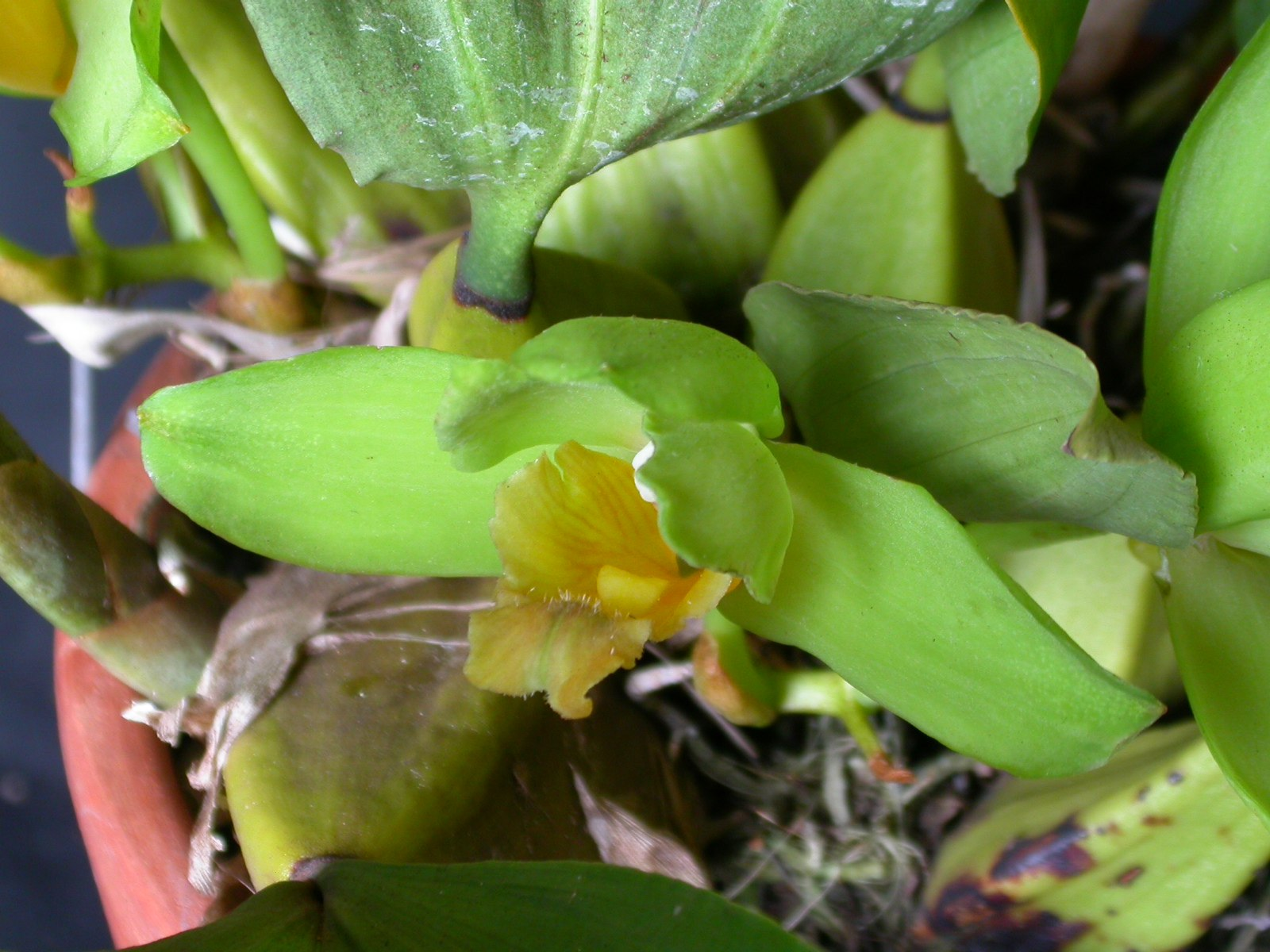
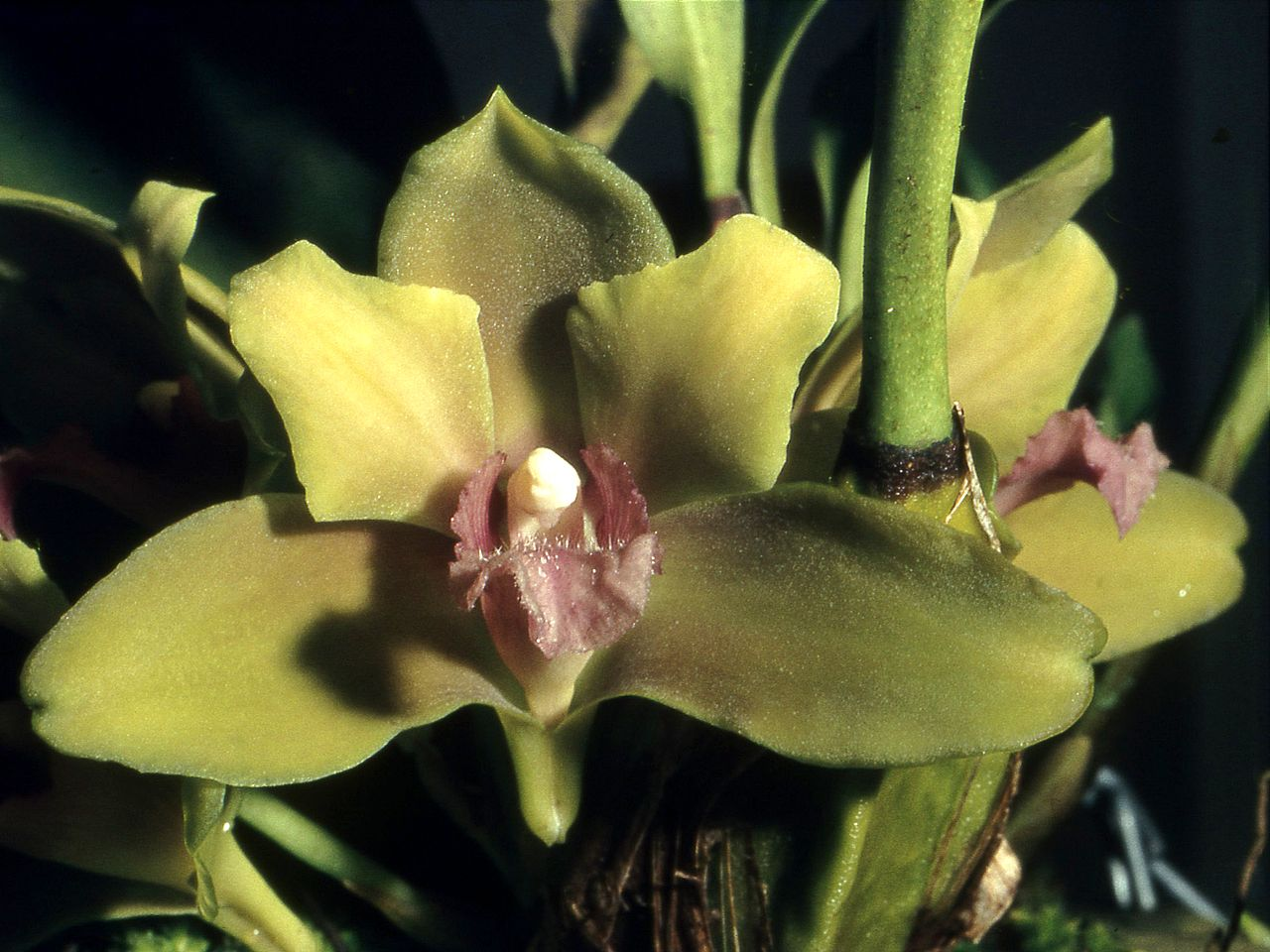
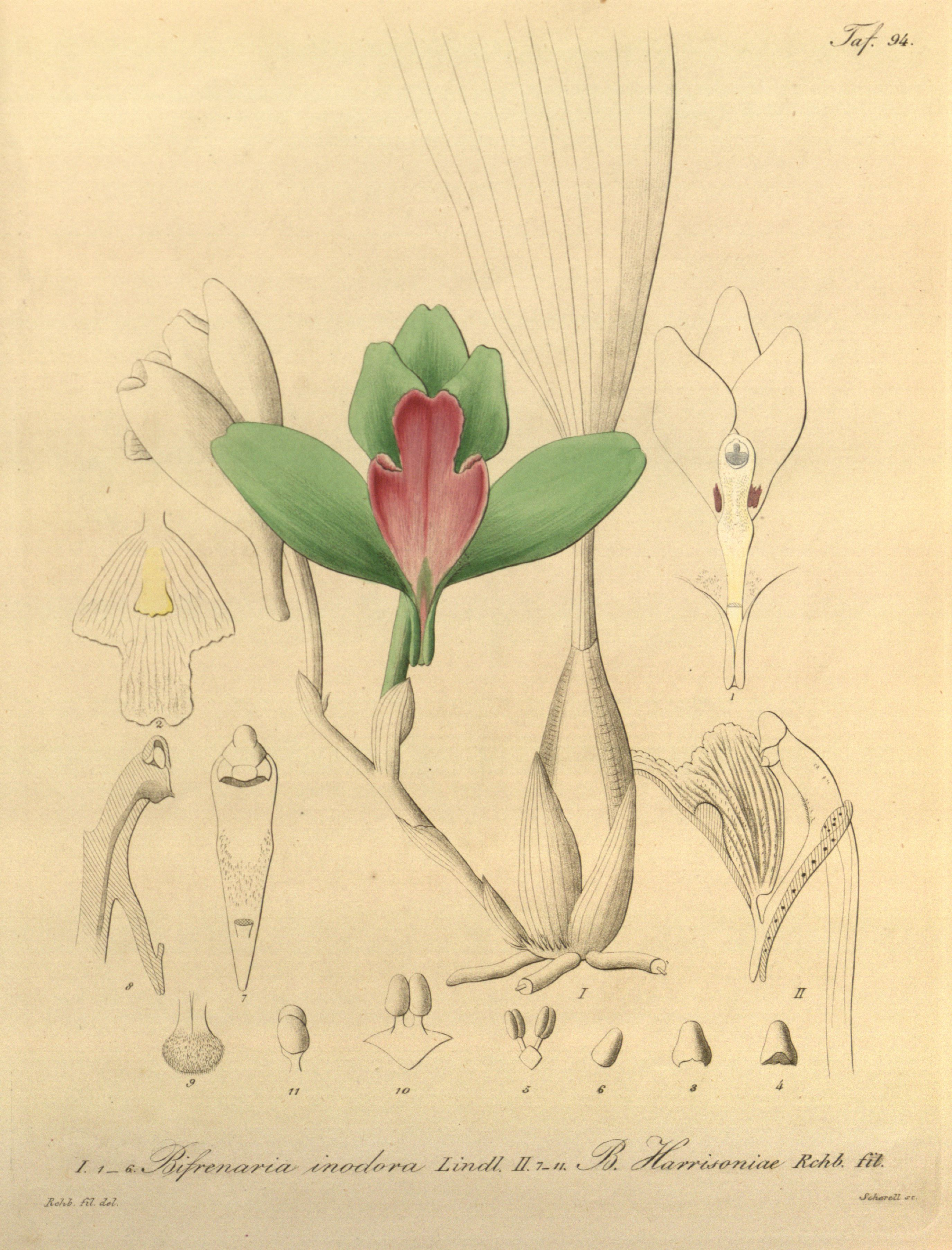
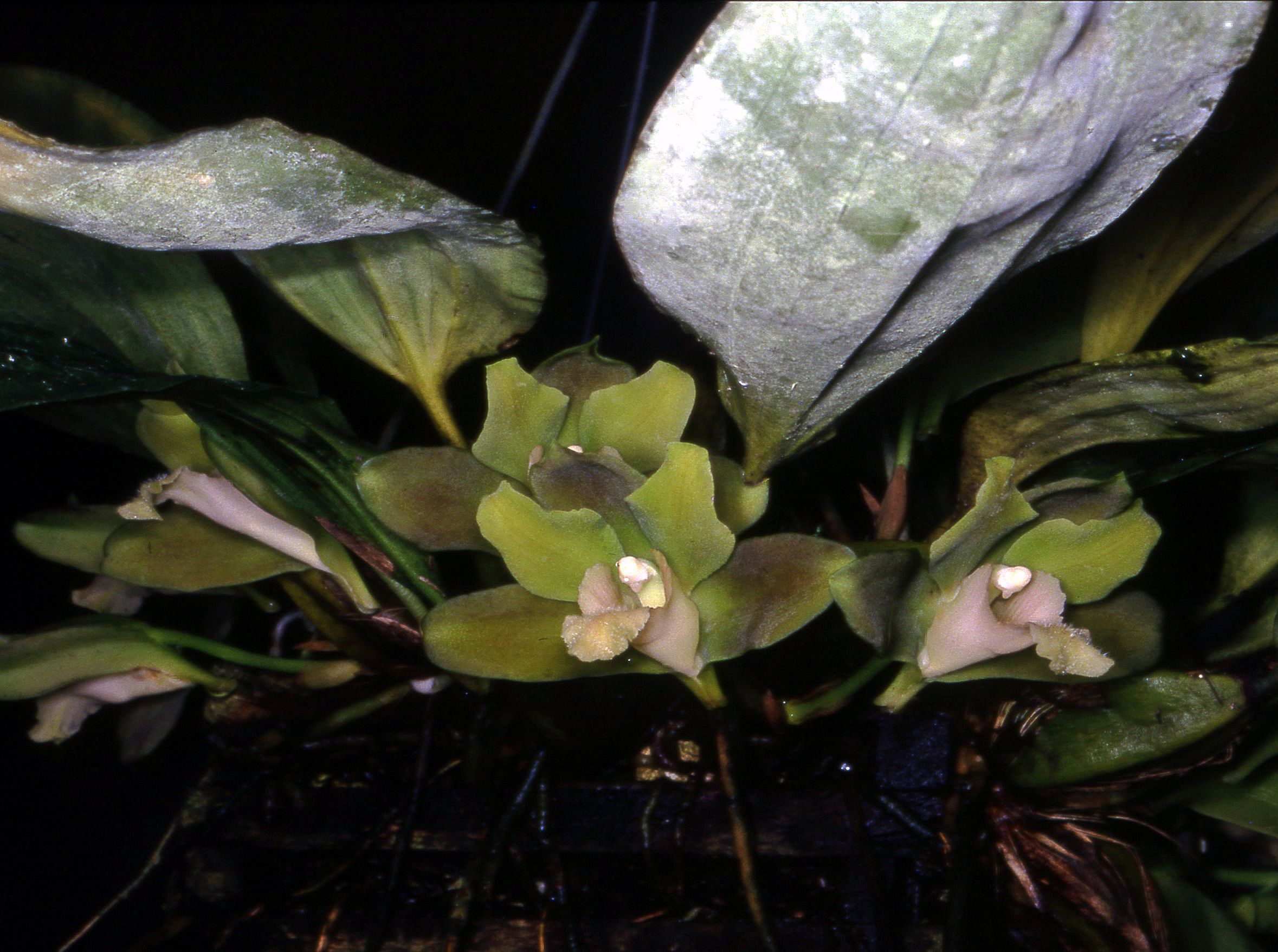